# Yevgueni Zherbayev
Yevgueni Alexándrovich Zherbayev –en ruso, Евгений Александрович Жербаев– (Kuita, 15 de junio de 1994) es un deportista ruso que compite en lucha libre. Ganó una medalla de bronce en el Campeonato Mundial de Lucha de 2021, en la categoría de 70 kg.

## Palmarés internacional
| Campeonato Mundial | Campeonato Mundial | Campeonato Mundial | Campeonato Mundial |
| Año                | Lugar              | Medalla            | Categoría          |
| ------------------ | ------------------ | ------------------ | ------------------ |
| 2021               | Oslo (Noruega)     | Medalla de bronce  | 70 kg              |